# Léonce Eugène Demalvilain
Léonce Eugène Demalvilain est un homme politique français (né le 18 janvier 1841 à Saint-Pierre et Miquelon et mort à Lézardrieux le 23 juin 1915).

## Biographie
Armateur à Saint-Servan,  président du tribunal de commerce. Conseiller municipal de Saint-Servan le 28 aout1871, réélu en 1876 et élu Maire de Saint-Servan le 20 mai 1888 jusqu'au 12 juillet 1899, conseiller d'arrondissement. Il est député, républicain, d'Ille-et-Vilaine, du 20 août 1893 au 13 septembre 1897 lorsqu'il démissionne après avoir été nommé par décret Trésorier-Payeur général de Saint-Pierre-et-Miquelon en remplacement de M Gasson Bugeau d'Isly.Pendant  treize il est président du tribunal de première instance de Saint-Pierre et Miquelon et président du conseil d'appel et du tribunal criminel. Il exerce cette fonction jusqu'à son décès survenu lors d'un séjour en Bretagne.   
Après son départ la municipalité de Saint-Servan est dirigée par Gaston Busson (1896 1900) à la tête de la liste officielle, ce dernier demande le renouvellement de son mandat mais il est battu par le fils de l'ancien maire, conseiller général depuis le 31 juillet 1898. 

## Union et postérité
De son union avec Aline Gabrielle Marie Leperu nait:
- Léonce Adrien Demalvilain « fils », maire de Saint-Servan.

## Sources
- « Léonce Eugène Demalvilain », dans le Dictionnaire des parlementaires français (1889-1940), sous la direction de Jean Jolly, PUF, 1960 [détail de l’édition]
- Dictionnaire biographique sous la direction de Jean-Loup Avril 321 Malouins, Les portes du Large, 2004  (ISBN 291461215X) p. 79.